# Petrell de les Phoenix
El Petrell de les Phoenix (Pterodroma alba) és una espècie d'ocell de la família dels procel·làrids (Procellariidae), d'hàbits pelàgics que cria a les illes Fènix, Tonga, Kiritimati, Tuamotu, Marqueses i Pitcairn i es dispersa pel Pacífic central.